# الکسیس سایمون بل
الکسیس سایمون بل (انگلیسی: Alexis Simon Belle؛ ۱۲ ژانویه ۱۶۷۴ – ۲۱ نوامبر ۱۷۳۴ (aged 60)) نقاش، و هنرمند اهل فرانسه بود.